# Selenophorus blanchardi
Selenophorus blanchardi är en skalbaggsart som beskrevs av Manee. Selenophorus blanchardi ingår i släktet Selenophorus och familjen jordlöpare. Inga underarter finns listade i Catalogue of Life.